# Faucigny
Faucigny település Franciaországban, Haute-Savoie megyében. Lakosainak száma 655 fő (2022. január 1.). Faucigny Bonneville, Contamine-sur-Arve, Peillonnex és Saint-Jean-de-Tholome községekkel határos.

## Népesség
A település népességének változása:
| Lakosok száma | 540  | 593  | 619  | 628  | 634  | 640  | 646  | 644  | 655  |
|               | 2013 | 2015 | 2016 | 2017 | 2018 | 2019 | 2020 | 2021 | 2022 |